# 阿尔巴尼亚人起源问题
世居欧洲巴尔干半岛的阿尔巴尼亚人的起源问题一直是历史学界的争端问题。至2010年代初，多数学者认同古巴尔干族源说，认为当今的阿尔巴尼亚民族主体是包括伊利里亚人、达契亚人、色雷斯人在内的古巴尔干人的后裔。目前学界对这三个古巴尔干民族支系的认知尚少，且这些民族早在史前时期即融合为一体。对阿尔巴尼亚人的最早记载出现于11世纪末拜占庭帝国的史册中，此时的阿尔巴尼亚已完全基督化，而其基督化前的文化所剩无几，多少只得从神话传说中寻觅线索。因毗邻古希腊，受其影响较深，基督化前的阿尔巴尼亚神话中掺有诸多希腊神话的元素，但其主干还是以古巴尔干宗教为主。语言方面，阿尔巴尼亚语是印欧语系下独立于其他语言的一个分支—阿尔巴尼亚语族。目前发现的用阿尔巴尼亚文书写的最早文字实物源自15世纪。人类学家通过对比遗传基因发现阿尔巴尼亚人与欧洲多数民族共有同源祖先。

## 发源地

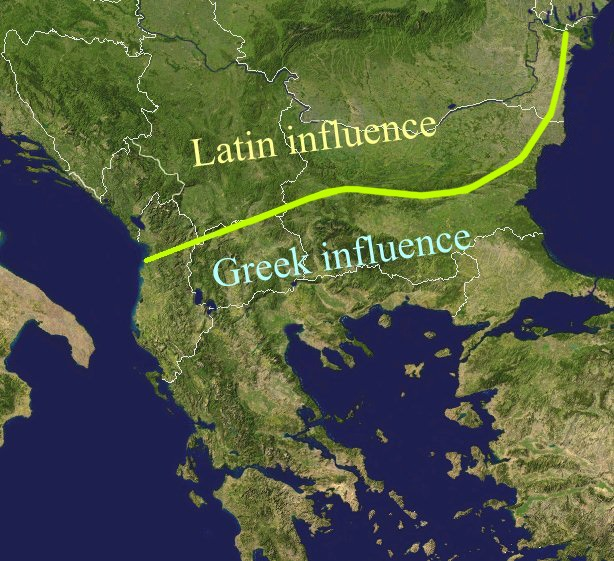
伊拉切克线

1462年用阿尔巴尼亚文书写的文献出现时，阿尔巴尼亚民族早已形成。在缺乏先前语言纪录的情况下，历史语言学家只得通过阿尔巴尼亚语中的拉丁语和斯拉夫语借词来分析原阿尔巴尼亚语的发源地。阿尔巴尼亚语发源地的具体位置不明确，但分析表明，应当是一个多山地区，而非平原或海岸。在研究古阿尔巴尼亚语的动植物单词时发现，凡是描述巴尔干半岛山区特有物种的单词使用的都是原阿尔巴尼亚语特有单词，而与农渔业活动相关的单词均为拉丁、斯拉夫等外语借词。斯拉夫语借词又提供线索：阿、斯民族早期接触地区应在海拔600至900米的山地。根据拉丁语借词的分析多少可以确定阿尔巴尼亚人的发源地在伊拉切克线以北，比今日阿尔巴尼亚共和国的位置更内陆、更靠北。
阿尔巴尼亚语中的拉丁语借词可分为古达尔马提亚语和罗马尼亚语两种类型，前者位于亚得里亚海岸，后者位于巴尔干东北地区。一些学者认为阿尔巴尼亚语的拉丁语层实际源于东罗曼语言（如罗马尼亚语）而非达尔马提亚语。这些学者认为现代罗马尼亚语和阿尔巴尼亚语的百余个罗、阿二语独有的同源词证实了这个观点，且说明历史上罗、阿二族人民曾是近邻，他们更进一步提出接触地在塞尔维亚东部的摩拉瓦河谷。这些同源词的借词方向多为罗马尼亚语借自阿尔巴尼亚语，说明历史上罗马尼亚人群从斯拉夫人聚居区移至阿尔巴尼亚人聚居区，即阿尔巴尼亚人在巴尔干中西部地区（今科索沃、阿尔巴尼亚北部）的出现早于他族。今日，阿尔巴尼亚与希腊毗邻，如若古时阿尔巴尼亚人曾与历史悠久且占据文化绝对优势的希腊人长时期接触，现今阿语中的希腊借词应占多数，拉丁、斯拉夫语借词数量之上，但实则不然。伊利里亚族源说的支持者认为伊利里亚南部海岸的原著民在斯拉夫民族入侵时退出海岸低地，移居东北山区。此观点有另种理论，认为阿尔巴尼亚人是居于达尔马提亚与多瑙河间的伊利里亚部落南迁后的后裔。支持达契亚族源说的学者认为阿尔巴尼亚人在3至6世纪期间从喀尔巴阡山脉南下到如今位置。色雷斯族源说的支持者认为原阿尔巴尼亚人居住在色雷斯亚（今希腊北部），以斯科普里、尼什、索非亚和今阿尔巴尼亚东南部圈起的范围内，或在斯拉夫入侵时从罗多彼附近的巴尔干山脉南下到如今位置。

## 参阅
- 阿尔巴尼亚人
- 阿尔巴尼亚语
- 阿尔巴尼亚历史
- 阿尔巴尼亚民族主义
- 古巴尔干人
- 古巴尔干语言
- 伊利里亚人
- 伊利里亚语
- 伊利里亚运动
- 达契亚人
- 达契亚语
- 色雷斯人
- 色雷斯语
- 罗马尼亚人起源问题